# Phare de Villa
Le phare de Villa (en norvégien : Villa fyr) est un ancien phare côtier de la commune de Flatanger, dans le comté et la région de Trøndelag (Norvège). Il est géré par l'administration côtière norvégienne (en norvégien : Kystverket).
Le phare est classé patrimoine culturel par le Riksantikvaren depuis 1999.

## Histoire
Le phare, mis en service en 1839, est situé sur la partie occidentale de l'île de Villa, une île maintenant inhabitée de 1.2 km² dans le fjord de Folda, à environ 5 km à l'ouest de l'île de Bjørøya. Il a été le premier phare norvégien à être construit au nord du Trondheimsfjord. Il fut l'un des six phares à fonctionner au charbon. En 1959 son éclairage fut alimenté  en combustible liquide. Lorsque le phare a été désactivé en 1890, son objectif a été déplacé vers le phare de Nordøyan.

## Description
Le phare  est une tour hexagonale en pierre de granit de 15 mètres de haut, avec une galerie et lanterne.
Identifiant : ARLHS : NOR-071 ; NF-5091 - Amirauté : L1750 - NGA : 8672 .
|          |
| Le phare |

### Lien connexe
- Liste des phares de Norvège